# Erlauftalbanan
|  |  |  |

|  | Station on track |

|  | Unknown BSicon "ABZgr" |

|  | Stop on track |

|  | Unknown BSicon "hKRZWae" |

|  | Stop on track |

|  | Station on track |

|  | Unknown BSicon "ABZgr" |

|  | Stop on track |

|  | Stop on track |

|  | Stop on track |

|  | Stop on track |

|  | Stop on track |

|  | Stop on track |

|  | Stop on track |

|  | Stop on track |

|  | Stop on track |

|  | Stop on track |

|  | Station on track |

|  |  |  |

|  | Station on track |

|  | Unknown BSicon "ABZgr" |

|  | Stop on track |

|  | Unknown BSicon "hKRZWae" |

|  | Stop on track |

|  | Station on track |

|  | Unknown BSicon "ABZgr" |

|  | Stop on track |

|  | Stop on track |

|  | Stop on track |

|  | Stop on track |

|  | Stop on track |

|  | Stop on track |

|  | Stop on track |

|  | Stop on track |

|  | Stop on track |

|  | Stop on track |

|  | Station on track |

Erlauftalbanan är en 38 kilometer lång enkelspårig järnväg i det österrikiska förbundslandet Niederösterreich. Den går från Sankt Pölten, där den ansluter till Västbanan genom Erlaufdalen via Scheibbs till Gaming, där det finns en övergång till Ybbstalbanan. Vid Wieselburg avtar bibanan mot Gresten som idag trafikeras enbart av godstrafik. 

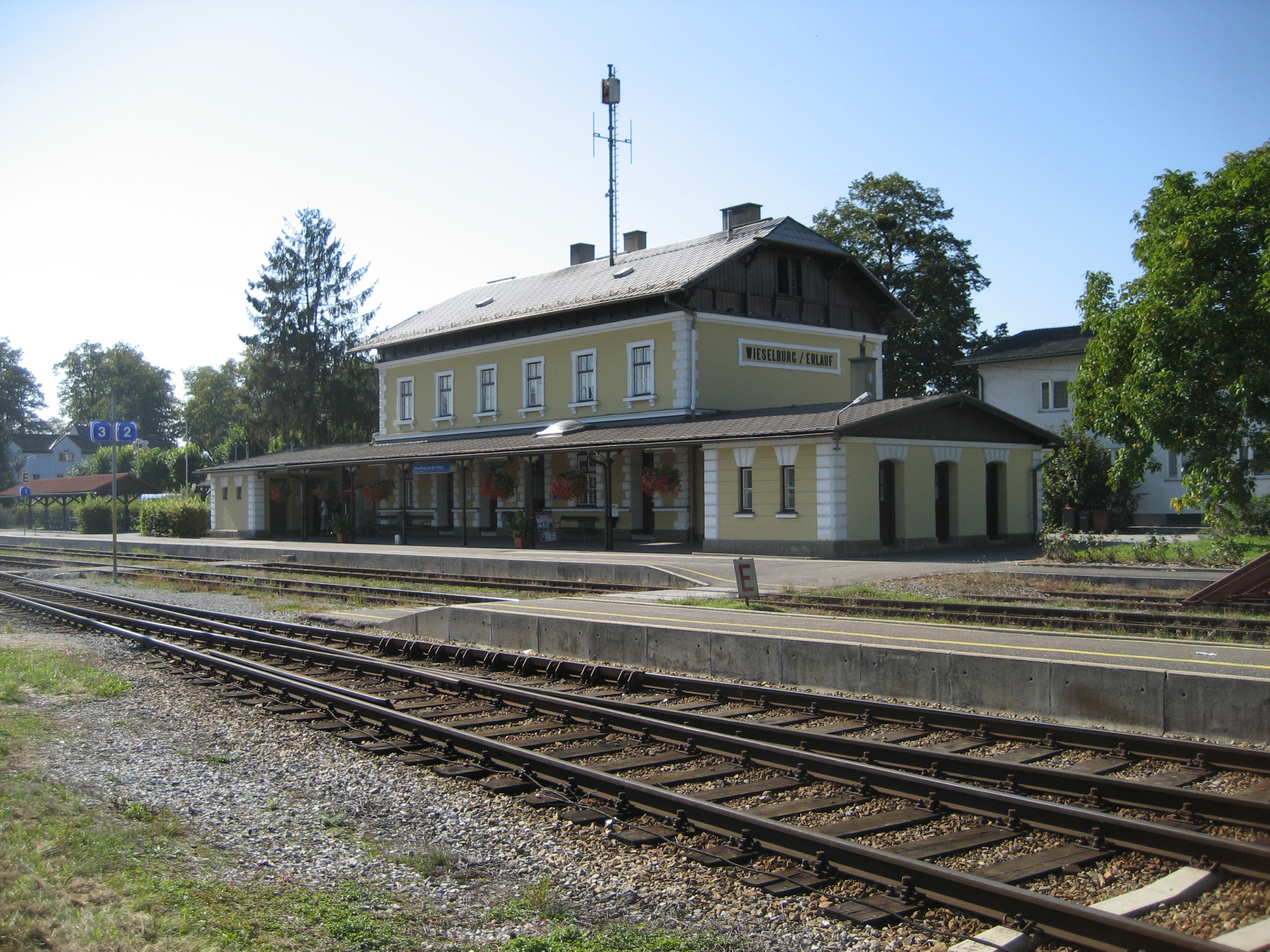
Stationen Wieselburg an der Erlauf

Redan på mitten av 1800-talet planerades att bygga en järnväg genom Erlaufdalen som då hade en hög utvecklad småskalig järnindustri. 1874 utfärdades en koncession vilket ledde till grundandet av järnvägsbolaget k.k. privilegierte N.Ö. Südwestbahnen. Koncessionen omfattade vid sidan av Erlauftalbanan även flera andra banor. 1977 avslutades järnvägsbyggandet och Erlauftalbanan invigdes i oktober samma år. Några dagar efter invigningen köptes banan av staten på förslag av järnvägsbolaget. En smalspårig fortsättning mot Waidhofen an der Ybbs, Ybbstalbanan, öppnades 1898. 
Järnvägen uppfyllde i början de ekonomiska förväntningarna främst när det gällde järnindustrin. Även turismen började utvecklas. Men den tekniska utvecklingen och moderniseringen av stål- och järnindustrin slog så småningom ut den småskaliga järnindustrin i Erlaufdalen. I dag är Erlauftalbanan av lokal betydelse.